# Metamorphosis (The Rolling Stones-album)
Metamorphosis är ett musikalbum av The Rolling Stones som lanserades 1975 på Decca Records i Europa och ABCKO Records i USA. Albumet är ett samlingsalbum som består av inspelningar gruppen gjorde under 1960-talet, men som antingen var demoinspelningar eller låtar som av olika skäl inte ansågs platsa på något av deras studioalbum. På flera av låtarna på skivans första hälft, som är inspelningar från tidigt 1960-tal medverkar ofta inga andra Rolling Stones-medlemmar än Mick Jagger på sång. Albumet sammansattes till stor del av gruppens förre manager Andrew Loog Oldham som kontrollerade gruppens masterinspelningar från 1960-talet.

## Låtlista
(låtar utan angiven upphovsman skrivna av Jagger/Richards)
1. "Out of Time" (demoversion) – 3:22
2. "Don't Lie to Me" (Hudson Whittaker) – 2:00
3. "Some Things Just Stick in Your Mind" – 2:25
4. "Each and Everyday of the Year" – 2:48
5. "Heart of Stone" – 3:47
6. "I'd Much Rather Be With the Boys" (Andrew Loog Oldham, Keith Richards) – 2:11
7. "(Walkin' Thru The) Sleepy City" – 2:51
8. "We're Wastin' Time" – 2:42
9. "Try a Little Harder" – 2:17
10. "I Don't Know Why" (Stevie Wonder, Paul Riser, Don Hunter, Lula Hardaway) – 3:01
11. "If You Let Me" – 3:17
12. "Jiving Sister Fanny" – 2:45
13. "Downtown Suzie" (Bill Wyman) – 3:52
14. "Family" – 4:05
15. "Memo from Turner" – 2:45
16. "I'm Going Down" – 2:52

## Listplaceringar
- Billboard 200, USA: #8[1]
- UK Albums Chart, Storbritannien: #45[2]
- RPM; Kanada: #38[3]
- Kvällstoppen, Sverige: #XX (placering 11-20 redovisades ej i ordning i listan 1974-1975)[4]